# Zgliniec
Zgliniec – wieś w Polsce położona w województwie wielkopolskim, w powiecie kościańskim, w gminie Krzywiń.
W okresie Wielkiego Księstwa Poznańskiego (1815-1848) miejscowość wzmiankowana jako Zglinice należała do wsi mniejszych w ówczesnym pruskim powiecie Kosten rejencji poznańskiej. Zglinice należały do okręgu krzywińskiego tego powiatu i stanowiły część majątku Jurkowo, którego właścicielem był wówczas (1846) Kajetan Morawski. Według spisu urzędowego z 1837 roku Zglinice liczyły 79 mieszkańców, którzy zamieszkiwali 16 dymów (domostw).
W latach 1975–1998 miejscowość administracyjnie należała do województwa leszczyńskiego.